# Julien Gobaux
Julien Jean-Marc Gilbert Gobaux (Soissons, 11 dicembre 1990) è un ginnasta monegasco e francese.

## Biografia
Ha rappresentato il Principato di Monaco ai Giochi dei piccoli stati d'Europa di Lussemburgo 2013 vincendo la medaglia d'oro nel concorso individuale, nelle parallele simmetriche, nel volteggio e nel concorso a squadre (con Kévin Crovetto, Frédéric Unternaehr, Benjamin Niel e Lilian Piotte) e quella d'argento nella sbarra e nel cavallo con maniglie.
Ha rappresentato la Francia ai Giochi olimpici di Rio de Janeiro 2016, gareggiando nel concorso individuale delle qualificazioni della gara a squadre, con Samir Ait Said, Axel Augis, Danny Pinheiro Rodrigues e Cyril Tommasone.
Ai campionati europei di Glasgow 2018 ha vinto il bronzo nel concorso a squadre, gareggiando con Loris Frasca, Edgar Boulet, Cyril Tommasone e Axel Augis.

## Palmarès
- Europei

Glasgow 2018: bronzo nel concorso a squadre.
- Giochi del Mediterraneo

Tarragona 2018: argento nel concorso individuale; bronzo nel concorso a squadre; bronzo nelle parallele simmetriche;
- Giochi dei piccoli stati d'Europa

Lussemburgo 2013: oro nel concorso individuale; oro nel concorso a squadre; oro nelle parallele simmetriche; oro nel volteggio; argento nella sbarra; argento nel cavallo con maniglie;